# Двадцятичотирьохкомірник

Проєкція обертового двадцятичотирьохкомірника в тривимірний простір

Ортогональна проєкція обертового двадцятичотирьохкомірника на площину

Правильний двадцятичотирьохкомірник, або просто двадцятичотирьохкомірник, або ікосітетрахор (від дав.-гр. εἴκοσι — «двадцять», τέτταρες — «чотири» і χώρος — «місце, простір») — один із шести правильних багатокомірників у чотиривимірному просторі.
Відкрив Людвіг Шлефлі в середині 1850-х років. Символ Шлефлі двадцятичотирьохкомірника — {3,4,3}.
Двоїстий сам собі; двадцятичотирьохкомірник — єдиний самодвоїстий правильний політоп розмірності більше 2, що не є симплексом. Цим обумовлена унікальність двадцятичотирьохкомірника: на відміну від п'яти інших правильних двадцятичотирьохкомірників, він не має аналога серед платонових тіл.

## Опис
Обмежений 24 тривимірними комірками — однаковими октаедрами. Кут між двома суміжними комірками дорівнює {\displaystyle 120^{\circ }.}
96 двовимірних граней — рівні правильні трикутники. Кожна грань розділяє 2 прилеглі до неї комірки.
Має 96 ребер рівної довжини, розташованих так само, як ребра трьох тесерактів зі спільним центром. На кожному ребрі сходяться по 3 грані та по 3 комірки.
Має 24 вершини, розташовані так само, як вершини трьох шістнадцятикомірників зі спільним центром. У кожній вершині сходяться по 8 ребер, по 12 граней та по 6 комірок.
Двадцятичотирьохкомірник можна розглядати як повністю зрізаний шістнадцятикомірник.
Двадцятичотирьохкомірник можна зібрати з двох рівних тесерактів, розрізавши один з них на 8 однакових кубічних пірамід, основи яких — 8 комірок тесеракта, а вершини збігаються з його центром, і потім приклавши ці піраміди до 8 кубічних комірок іншого тесеракта. У тривимірному просторі аналогічно можна з двох рівних кубів зібрати ромбододекаедр — який, однак, не є правильним.

## У координатах

### Перший спосіб розташування
Двадцятичотирьохкомірник можна розмістити в декартовій системі координат так, щоб 8 з його вершин мали координати {\displaystyle (\pm 2;0;0;0),} {\displaystyle (0;\pm 2;0;0),} {\displaystyle (0;0;\pm 2;0),} {\displaystyle (0;0;0;\pm 2)} (ці вершини розташовані так само, як вершини шістнадцятикомірника), а решта 16 вершин — координати {\displaystyle (\pm 1;\pm 1;\pm 1;\pm 1)} (вони розташовані так само, як вершини тесеракта; крім того, ті 8 з них, серед координат яких непарна кількість від'ємних, утворюють вершини іншого шістнадцятикомірника, а інші 8 — вершини третього шістнадцятикомірника).
При цьому ребром будуть з'єднані ті вершини, у яких усі чотири координати різняться на {\displaystyle 1} або одна з координат відрізняється на {\displaystyle 2,} а решта збігаються.
Початок координат {\displaystyle (0;0;0;0)} буде центром симетрії двадцятичотирьохкомірника, а також центром його вписаної, описаної та напіввписаних тривимірних гіперсфер .

### Другий спосіб розташування
Крім того, двадцятичотирьохкомірник можна розмістити так, щоб координати всіх його 24 вершин були всілякими перестановками чисел {\displaystyle (\pm 1;\pm 1;0;0)} (Ці точки — центри 24 комірок багатокомірника, описаного в попередньому розділі).
При цьому ребром будуть з'єднані ті вершини, у яких якісь дві координати різняться на {\displaystyle 1,} а інші дві збігаються.
Центром багатоосередника знову буде початок координат.

## Метричні характеристики
Якщо двадцятичотирьохкомірник має ребро довжини {\displaystyle a,} то його чотиривимірний гіпероб'єм і тривимірна гіперплоща поверхні становлять відповідно
{\displaystyle V_{4}=2a^{4}=2{,}0000000a^{4},}
{\displaystyle S_{3}=8{\sqrt {2}}a^{3}\approx 11{,}3137085a^{3}.}
Радіус описаної тривимірної гіперсфери (що проходить через усі вершини багатокомірника) при цьому дорівнюватиме.
{\displaystyle R=a=1{,}0000000a,}
радіус зовнішньої напіввписаної гіперсфери (що дотикається до всіх ребер у їхніх серединах) -
{\displaystyle \rho _{1}={\frac {\sqrt {3}}{2}}\;a\approx 0{,}8660254a,}
радіус внутрішньої напіввписаної гіперсфери (що дотикається до всіх граней у їхніх центрах)
{\displaystyle \rho _{2}={\frac {\sqrt {6}}{3}}\;a\approx 0{,}8164966a,}
радіус вписаної гіперсфери (що дотикається до всіх комірок у їхніх центрах) -
{\displaystyle r={\frac {\sqrt {2}}{2}}\;a\approx 0{,}7071068a.}

## Заповнення простору
Двадцятичотирьохкомірниками можна замостити чотиривимірний простір без проміжків і накладень.